# Marios Tsigkīs
Marios Tsigkīs (in greco: Μάριος Τσίγκης; 17 agosto 1959) è un ex calciatore cipriota, di ruolo attaccante.

## Carriera
Ha rappresentato la Nazionale cipriota tra il 1979 e il 1989.